# Lista de episódios de Total Drama All-Stars
Esta é uma lista de episódios de Total Drama All-Stars.

## Episódios
| Número | Título                                | Data Original          | Data no Brasil                        | Código de Produção |
| --- | ------------------------------------- | ---------------------- | ------------------------------------- | ------------------ |
| 1 | "Heróis versus Vilões!"               | 10 de setembro de 2013 | 05 de maio de 2014                    | 501                |
| O episódio inicia-se com Chris preso na cadeia por ter afetado a ilha na temporada passada, fazendo dela um depósito de lixo tóxico e radioativo e expondo os animais a esse tipo de lixo, transformando-lhes em mutantes. Posteriormente, Chris fica sabendo que Chef Hatchet e os produtores pagaram sua fiança, após um ano na cadeia e ele é libertado com uma autorização para uma nova temporada, na qual os participantes são aqueles que tiveram mais destaque nas últimas temporadas e o local é a ilha novamente, desta vez 100% livre de material tóxico. Chris volta à ilha com um ajudante-robô, Chef e os estagiários da temporada passada. Após uma breve explicação, Chris apresenta os treze campistas da temporada. Os campistas apresentados são: Mike, Zoey, Relâmpago, Cameron, Sam, Scott, Jo, Courtney, Gwen, Duncan, Heather, Lindsay e Sierra, nesta ordem. Desta vez, as equipes são divididas devido as ações dos participantes nas temporadas anteriores , separando-os em Heróis (Hamsters Heroicos) e Vilões (Abutres Malignos). Chris também anuncia que os desafios da temporada seriam inspirados nos desafios das quatro últimas temporadas e que as acomodações haviam sido melhoradas, onde os vencedores poderiam usufruir do Spa hotel McClean, enquanto que os perdedores deveriam passar a noite na velha cabana fedorenta. As equipes são divididas da seguinte maneira: Mike, Zoey, Cameron, Sam, Courtney, Lindsay e Sierra formam os Hamsters Heroicos, enquanto Heather, Duncan, Relâmpago, Jo, Scott, Gwen e o ajudante-robô do Chris formam os Abutres Malignos. O primeiro desafio da temporada é uma mistura do primeiro desafio da temporada, com o desafio do Central Park da terceira temporada : saltar de um penhasco e mergulhar num lago infestado de tubarões. Ao mergulhar os competidores devem pegar uma chave e devem ser levados por um competidor de sua equipe, num carrinho de bebê, até o Spa Hotel e tentar abri-lo. A equipe que conseguisse abrir primeiro o hotel vencia, enquanto os perdedores teriam que eliminar alguém à noite. Depois de várias pessoas da equipe dos abutres nadarem, era a vez de Scott, mas por ter pego uma fobia de tubarões na última temporada graças ao seu "amigo" Fang, ele não queria saltar e o robô acabou sendo derrubado sem querer e caí no lago. Ao cair, tubarões atacam-o e isso faz com que ele exploda, revelando-se que quem estava dentro do robô era Alejandro (ele estava lá dentro desde o fim da terceira temporada). Alejandro consegue pegar a chave correta e, ao ser levado por Jo, abre o Spa Hotel e garante a vitória para os Abutres Malignos, enquanto que os Hamsters deveriam eliminar alguém naquela noite. Na cerimônia de eliminação, Chris anuncia que os vencedores também poderiam assistir a eliminação e pergunta aos abutres quais deles gostariam de ganhar um "prêmio". Relâmpago se oferece e esse prêmio se revela em um exílio na ilha Boney. A estátua da invencibilidade da temporada estava escondida lá e há cada noite, um competidor que vencesse poderia se oferecer para o exílio e tentar encontrar a estátua. Enfim, chega a hora da eliminação. Todos votam e Courtney e Lindsay ficam na berlinda. Lindsay porque não aguentava o peso dos carrinhos e nem levar os seus colegas até o Spa no desafio, e Courtney porque escolheu Lindsay para empurrar. No final, Lindsay acaba tendo mais votos e estreia o novo método de despejo criado por Chris: a descarga da vergonha. Lindsay é posta dentro de uma privada gigante, no cais da vergonha e é literalmente descargada por Chris, sendo a primeira eliminada da temporada. Resumo - Vitória: Abutres Malignos. - Exilado (a): Relâmpago. - Eliminado (a): Lindsay (5 votos). - Participante que ficou na berlinda: Courtney (2 votos). |                                       |                        |                                       |                    |
| 2 | "Medo do Mal!"                        | 17 de setembro de 2013 | 06 de maio de 2014                    | 502                |
| Os abutres desfrutam da mordomia do Spa Hotel, enquanto Relâmpago retorna, dentro do antigo barco dos perdedores, à ilha depois de uma noite exilado na ilha Boney. O campista acaba passando mal em determinado momento, pois na ilha Boney havia comido um peixe cru e acaba vomitando no confessionário. Todos se dirigem até a praia e lá Chris anuncia o segundo desafio do dia: cada equipe deveria desenterrar sete peças de quebra-cabeça em 3D e, em seguida, montar a escultura. As duas esculturas fariam referência a dois pontos turísticos visitados na terceira temporada do programa: Total Drama World Tour. A escultura dos Hamsters era uma réplica da estátua da liberdade, enquanto a dos Abutres era uma réplica do Big Bem. Do lado dos abutres, Heather e Jo discutem e lutam para conseguirem a liderança da equipe. Já do lado dos hamsters, para facilitar o desafio, Cameron, ao desenterrar um velho chapéu, desperta uma das personalidades de Mike (Manitoba Smith) ao colocar o chapéu em sua cabeça. Por seus incrível senso, Mike/Manitoba acaba percebendo uma sabotagem de Scott, que desenterrou uma peça do campo dos Hamsters e a escondeu do campo dos Abutres. Logo após isso, Mike acaba recebendo uma pancada na cabeça pelo próprio Scott e isso acaba libertando uma personalidade de Mike aprisionada há muito tempo: Mal. Isso também acaba prendendo as outras personalidades e Mike acaba não conseguindo mais se usufruir delas. Enquanto tudo isso acontecia, Gwen tentava mais uma vez fazer as pazes com Courtney , mas tudo acaba dando errado e Courtney acaba ferida, mesmo tendo feito tudo sem querer, o que demonstra o quão não compreendida Gwen é. Voltando ao desafio, Relâmpago fala para os Abutres que todas as peças já foram encontradas e que eles já poderiam começar a montar. No entanto, as peças não estavam contadas corretamente. Relâmpago havia contado seis, sendo que eram sete peças, ou seja que ainda faltava uma. Como improviso, Relâmpago decidiu colocar um crustáceo no lugar da peça que faltava, mas o crustáceo acaba derrubando a construção, atrasando ainda mais os Abutres e dando a vitória aos Hamsters, que conseguiram terminar a construção antes dos Abutres. A cerimônia da noite se inicia. Sam acaba sendo o exilado da noite e logo a votação começa, sendo a primeira dos Abutres. A berlinda fica entre Jo e Relâmpago. Jo estava nela porque estava a tempo todo querendo conquistar a liderança e por seu hábito irritante de querer mandar em seus colegas, já Relâmpago estava lá porque havia contado errado as peças, atrasando sua equipe e fazendo com que ela perdesse o desafio. No final, Relâmpago acaba recebendo a maioria dos votos e é o primeiro eliminado dos Abutres. Resumo - Vitória: Hamsters Heroicos. - Exilado (a): Sam. - Eliminado (a): Relâmpago (6 votos). - Participante que ficou na berlinda: Jo (1 voto). |                                       |                        |                                       |                    |
| 3 | "Sanguessugaball!"                    | 24 de setembro de 2013 | 07 de maio de 2014                    | 503                |
| Os Abutres não estão anda contentes com a nova acomodação, na velha cabana do acampamento. Enquanto isso, os Hamsters não param de usufruir tudo que o Spa lhes oferece. Na hora do café da manhã, todos os competidores guardam algumas comidas do café para Sam, o único que não estava usufruindo do hotel, exceto Courtney. Não demora muito e todos saem de suas acomodações para enfrentarem o desafio do dia. O desafio no qual Chris anunciou era uma competição de Paintball, parecida com a feita na primeira temporada, mas agora ao invés de tinta eram sanguessugas e Chris também anuncia que os competidores poderiam encontrar armas mais potentes que as simples arminhas do jogo, oferecendo ainda mais vantagem. A equipe que eliminasse toda a equipe adversária atirando-os com os sanguessugas, vencia. Antes de iniciar o desafio, Sam retorna à ilha, depois de uma dura noite na ilha Boney. Todos lhe oferecem o que haviam pegado no café do Spa, menos Courtney, o que passa uma mal imagem dela a todos os seus colegas. O desafio tem-se início. A equipe dos hamsters ganham vantagem por terem vencido o desafio passado e começam a correr até as caixas onde estão as armas alguns minutos antes que os Abutres. Entretanto, mesmo assim os Abutres chegam primeiro e logo escolhem a caixa com as armas melhores e saem na vantagem. No meio da caminhada dos Hamsters para se esconderem dos Abutres, Sierra e Cameron acabam ficando muito amigos e Sierra acaba tenta alucinações, pensando que Cameron é o Cody, antigo participante no qual ela amava e vivia no pé. Jo se encarrega do canhão de sanguessugas, mas acaba acertando Scott sem querer, o que distraí Heather e Alejandro, e faz com que ambos levem tiros de sanguessugas e sejam eliminados do desafio. Em certa parte do desafio, Sierra mira em Duncan, mas acaba atirando em si mesma. Posteriormente, Cameron aparece escondido e atira em Gwen, mas Duncan, para salvá-la, pula em sua frente e leva o tiro por ela, numa atitude digna de herói. Gwen, como vingança, atira várias vezes em Cameron, que acaba desmaiando. Quando a gótica resolve ajudar Duncan, acaba também lavando um tiro, sendo que a única campista vilã que sobra no desafio é Jo. Então, Jo acaba sentindo o cheiro de Sam, que estava escondido junto com Courtney. Ao adentrar, Jo mira e atira em Courtney, mas esta acaba se escondendo atrás do Sam, o que acaba fazendo com que ele levasse a dor das sanguessugas, numa atitude digna de vilã. Logo após isso, Zoey surge na caverna e Jo acaba atirando todo seu estoque de sanguessugas nela, mas a competidora acaba pegando uma e atira em Jo, fazendo com que os Hamsters vencessem pela segunda vez consecutiva no jogo. Ou seja, eles teriam passe livre para o Spa novamente. A cerimônia da noite tem-se início. Cameron se oferece para o exílio, pois como não era bobo ele percebeu que Sierra estava começando a lhe tratar como se fosse o Cody e por ter visto a terceira temporada e não querer ser o Cody 2.0, acaba tentando fugir dela se isolando na ilha Boney. A hora da eliminação começa. Todos votam e a berlinda é formada por Heather e Jo. Jo estava nela novamente por ter feito sua equipe perder e por ter atirado em Scott muitas sanguessugas, além de continuar com sua sede de liderança, já Heather estava ali pois foi o voto de Jo, já que ambas eram muito rivais. Jo acaba recebendo a maioria dos votos e é eliminada do jogo. Entretanto, as surpresas da noite não haviam acabado: Chris anuncia uma troca de equipe entre Courtney e Duncan, pois ambos haviam se comportado como uma vilã e como um herói, respectivamente. Enfim, após isso o episódio acaba e Jo é descargada! Resumo - Vitória: Hamsters Heroicos. - Exilado (a): Cameron. - Eliminado (a): Jo (5 votos). - Participante que ficou na berlinda: Heather (1 voto). - Acontecimento importante: Courtney e Duncan trocam de equipe. Courtney tornava-se uma vilã e Duncan um herói. |                                       |                        |                                       |                    |
| 4 | "Medo Alimentício!"                   | 1 de outubro de 2013   | 08 de maio de 2014                    | 504                |
| Os Abutres estão ainda inconformados com a segunda derrota consecutiva e Courtney nada gosta de estar mais uma vez na equipe de Gwen e Heather. Em certo momento, Gwen desabafa no confessionário que havia voltado para o jogo só para fazer as pazes com Courtney e que ainda aguentava mais o jogo e depois começava a chorar. Courtney ouve isso e começa a pensar se Gwen realmente merecia seu desprezo. Enquanto isso, os Hamsters davam as boas vindas ao novo herói, Duncan. As boas-vindas foram feitas com uma festa surpresa, com bolo, bexigas e vários confetes. Em certo momento, Sierra volta para o quarto para pegar seu smartphone e tirar algumas fotos, mas entra em desespero ao ver que ele estava quebrado. Neste momento, Mike se lembra da noite passada, onde sua personalidade Mal estava lhe controlando e que havia quebrado o celular da fanática, assim como fez com o console portátil do Sam. No dia seguinte todos saem de suas respectivas acomodações para o desafio do dia. Cameron retorna do exílio com um cheiro de urina horrível e afirma que enfrentou o exílio sem maiores problemas, pois havia lido um manual de sobrevivência. Após o retorno do garoto da bolha, Chris anuncia o desafio do dia: comer panquecas gigantes, onde há alguns objetos "surpresas" escondidos e passar pela pista de obstáculos do desafio do segundo episódio da quarta temporada da série, Total Drama: Revenge of the Island. Tudo isso sem vomitar. Sierra é a primeira dos Hamsters e do desafio a vomitar, e acaba tendo que se sentar num banco e assistir o desafio. Gwen também vomita (bem no rosto de Duncan) e se elimina do desafio. Enquanto isso, os Abutres estavam no ritmo superior aos do Hamsters, até que a coisa muda e graças à Sam eles acabam empatados. Na rodada do empate, Sam e Alejandro correm pelos obstáculos e ambos chegam ao mesmo tempo. Alejandro até tenta chegar antes, mas é picado por uma abelha e perde a chance. Na hora da cerimônia os heróis estavam felizes pela terceira vitória consecutiva, mas algo inesperado acontece: Chris revê a fita do desafio e percebe que Sam não havia comido toda a panqueca, ele havia guardado alguns pedaços em seu bolso. Sam se explica dizendo que não havia feito isso por maldade e sim porque se ele fosse exilado para ilha Boney novamente, ele queria ter o que comer por lá. Enfim, isso acabou trazendo a derrota para os heróis e a quebra da invencibilidade deles. Os abutres, felizes, comemoram e dois deles, no caso Courtney e Scott, se abraçam, demonstrando certa atração entre os dois. A hora da eliminação começa. A berlinda fica entre Sam e Sierra. Sam por motivos óbvios de que havia feito sua equipe perder sabotando o desafio, enquanto Sierra por causa de ter sido a primeira a vomitar e por estar com uma obsessão por Cameron, assim como fez com Cody na terceira temporada. Enfim, a contagem é feita e Sam é descargado do jogo e Scott é o exilado da noite. Resumo - Vitória: Abutres Malignos. - Exilado (a): Scott. - Eliminado (a): Sam (4 votos). - Participante que ficou na berlinda: Sierra (2 votos). |                                       |                        |                                       |                    |
| 5 | "Aluados"                             | 8 de outubro de 2013   | 09 de maio de 2014                    | 505                |
| Os heróis perderam e acabaram tendo que abandonar o Spa Hotel. Em certo momento, Cameron deixa a cabana e ao descer a pequena escada ele acaba tropeçando e quebrando seus óculos. Zoey também viu isso e, após Cameron cair, viu Mike saindo de trás da escada. Com isso, ela deduz que ele havia derrubado seu amigo propositalmente e se surpreende. Na realidade era a personalidade do mal de Mike que estava atuando sobre ele. Enquanto isso, os Abutres aproveitam o jantar. Heather se irrita ao perceber que os sentimentos de Alejandro por ela parecem estar deixando de existir. Em seguida, Courtney aparece triste na varanda do hotel. Ela percebe que estava sentindo falta do Scott e que estava preocupada com ele, que estava no exílio na ilha Boney. Scott, por sua vez, estava desesperado atrás da estátua da invencibilidade na ilha. Numa caminhada na floresta, um urso acaba tentando lhe atacar, mas por sorte o fazendeiro é resgatado por Chef, que estava num helicóptero, no momento do ataque. Ao retornar à ilha, Courtney recebe Scott carinhosamente, que tentava disfarçar o interesse que estava começando a sentir por ele. Logo todos eram chamados por Chris e este explicava-lhes o desafio do dia (bem, podemos dizer da noite). O desafio relembrava um outro desafio da quarta temporada, Total Drama: Revenge of the Island. Os campistas deveriam atravessar a floresta até o extremo norte da ilha e a equipe que chegasse com todos os seus integrantes primeiro na linha de chegada, venceria. No entanto, Chris diz que a Lua estaria com um efeito raro naquele noite, afetando os animais da ilha. Os animais ferozes passariam a ser dóceis e os dóceis passariam a ser ferozes, isso até a noite acabar. Os Hamsters, por terem perdido o último desafio, levavam algumas comidas para servirem de atrativo para os animais, enquanto os Abutres, devido à vitória, recebiam um mapa com um atalho para o outro lado da ilha. A caminhada começa e a Lua se torna azulada, jogando seu efeito sobre os animais. Alejandro explica que a Lua fez com que os animais da ilha tornassem o oposto do que são, o que dá uma ideia á Heather. Enquanto isso, Mike tinha sua personalidade, Mal, ativada por causa do efeito da Lua (já que a personalidade era o oposto dele). Logo Heather finge que foi afetada pela Lua e demonstra estar boazinha com todos, o que assusta seus colegas, principalmente Alejandro. No lado dos hamsters, eles estavam sofrendo por causa da punição. Muitos animais estavam atacando-os, quando Mal tem uma ideia de separar a equipe. Ele e Cameron passam a andar juntos, enquanto Zoey vai com Sierra e Duncan fica sozinho. Enquanto isso, os Abutres já estavam na metade do caminho e alcançam uma ponte perigosa. Gwen, por ter visto em filmes de terror que quem passava por pontes sempre morria, decide ir pelo caminho mais longo, dando a volta pela floresta. Já o restante resolve se arriscar e atravessam a ponte. Scott é o primeiro a passar, de uma maneira que seus pais lhe ensinaram. Logo ao chegar no outro lado, Scott é atacado por um casto, que acaba roendo uma estrutura de madeira e de apoio da ponte, fazendo com que ela fique pendurada na vertical. Quando isso acontece, os vilões, que estavam atravessando, ficam pendurados, especialmente Heather, que quase caí, mas é salva por Alejandro. Nesse momento, Heather revela que estava fingindo estar sendo afetada pela Lua, só para ver se Alejandro sentia ainda alguma realmente por ela. Assim todos os vilões passam, exceto Gwen que ainda estava dando a volta e Courtney, para não deixar a equipe adversária vencer, corta a corda da ponte, fazendo com que ela caía e não haja meio dos heróis passarem. Ao chegarem no penhasco os heróis veem que não haviam como atravessar, quando Sierra tem a brilhante ideia de amarrar a todos numa corda e esta numa árvore, para assim conseguirem chegar ao outro lado no estilo Tarzan. Enquanto isso, os Abutres estão quase vencendo o desafio, próximos da linha de chegada, até que um Cervo aparece e ataca Courtney. Entretanto, a garota é salva por Gwen e ambas logo correm para a linha de chegada. Os heróis poderiam ter vencido, mas pelo efeito da Lua ter passado e Mike ter retornado ao normal, ele para antes de chegar na linha (já que estava confuso) e faz com que os vilões vençam o desafio. Na cerimônia de eliminação, antes mesmo dos votos Cameron se voluntaria para ser eliminado, pois não aguentava mais a melação de Sierra que estava confundindo-o com Cody. Entretanto, Chris anuncia que era uma eliminação falsa e que o eliminado iria apenas trocar de equipe. Como o garoto da bolha se voluntariou, ele passou a ser um vilão e prometeu à Mike, que mesmo sendo seu adversário agora, o ajudaria com o problema das personalidades. Antes do episódio acabar, Chris pergunta aos vilões quem seria o exilado e Scott se oferece mais uma vez. Courtney, preocupada, pergunta por que ele havia se oferecido e ele diz que queria a qualquer custo a estátua, deixando a garota desapontada de estar longe do seu novo amor. Resumo - Vitória: Abutres Malignos. - Exilado (a): Scott. - Eliminado (a): Não há eliminação. - Participante que ficou na berlinda: Não houve berlinda. - Acontecimento importante: Cameron sai da equipe dos heróis e se torna o novo vilão do jogo. |                                       |                        |                                       |                    |
| 6 | "Sempre uma Novodade"                 | 15 de outubro de 2013  | 12 de maio de 2014                    | 506                |
| Resumo - Vitória: Hamsters Heroicos. - Exilado (a): Não há exilado. - Eliminado (a): Heather (1 voto) - Participante que ficou na berlinda: Alejandro (5 votos, mas usou a estátua da invencibilidade) |                                       |                        |                                       |                    |
| 7 | "Golpe surpresa!"                     | 22 de outubro de 2013  | 13 de maio de 2014                    | 507                |
| Resumo - Vitória: Abutres Malignos. - Exilado (a): Alejandro. - Eliminado (a): Sierra (5 votos) - Participante que ficou na berlinda: Não houve berlinda. |                                       |                        |                                       |                    |
| 8 | "Está na Hora de uma Regata!"         | 29 de outubro de 2013  | 14 de maio de 2014                    | 508                |
| Resumo - Vitória: Alejandro. - Exilado (a): Não há exilado. - Eliminado (a): Duncan (Retirado). - Participante que ficou na berlinda: Cameron (7 votos) - Acontecimento importante: A fusão de equipes ocorre neste episódio. |                                       |                        |                                       |                    |
| 9 | "A Surpreendente Aparição do Zeek!"   | 5 de novembro de 2013  | 15 de maio de 2014                    | 509                |
| Resumo - Vitória: Gwen. - Exilado (a): Alejandro. - Eliminado (a): Cameron (Retirado). - Participante que ficou na berlinda: Não houve berlinda. - Observação: Este foi centésimo episódio da série. |                                       |                        |                                       |                    |
| 10 | "A Pista dos Obstáculos Assassinos!"  | 12 de novembro de 2013 | 16 de maio de 2014                    | 510                |
| Resumo - Vitória: Zoey. - Exilado (a): Gwen. - Eliminado (a): Alejandro (5 votos) - Participante que ficou na berlinda: Mike (1 voto) |                                       |                        |                                       |                    |
| 11 | "Sundae, Sujo Sundae!"                | 19 de novembro de 2013 | 17 de maio de 2014                    | 511                |
| Resumo - Vitória: Zoey - Eliminado (a): Courtney (3 votos) - Participante que ficou na berlinda: Scott (2 votos) - Observação: Não há mais exílio após esse episódio. |                                       |                        |                                       |                    |
| 12 | "O Audaz e o Caçador de Tesouros!"    | 26 de novembro de 2013 | 19 de maio de 2014-20 de maio de 2014 | 512                |
| Resumo - Vitória: Zoey - Eliminados: Gwen e Scott (1 voto). - Participante que ficou na berlinda: Mike. |                                       |                        |                                       |                    |
| 13 | "A Final, Literalmente, Destruidora!" | 3 de dezembro de 2013  | 21 de maio de 2014                    | 513                |
| O último episódio da temporada, no qual é mostrada a final, que é entre Zoey e Mike. Neste episódio Mike consegue dominar seu corpo novamente e fica livre do Mal e acaba com todas suas outras personalidades mais todas as personalidades aceitam por quê iam destruir o Mal.Por fim, Zoey acaba retirando a espada antes que Mike consiga e vence o desafio, ganhando assim um milhão de dólares! Resumo - Primeiro Lugar: Canadá (original): mike Brasil: Zoey - Segundo Lugar: Canadá (original): Zoey Brasil: mike - Participações Especiais: Alejandro, Heather, Gwen, Cameron e Owen. |                                       |                        |                                       |                    |